# Йоганн Давид Гайніхен
Йоганн Давид Гайніхен (нім. Johann David Heinichen; 17 квітня 1683 — 16 липня 1729) — німецький композитор пізнього бароко, музичний теоретик, придворний капельмейстер.

## Життєпис
Народився неподалік Вайсенфельса в родині пастора.
Вивчав музику, гру на органі і клавесині у відомій Лейпцизькій школі Святого Фоми під керівництвом Йоганна Шелле і Йоганна Кунау.
Служив регентом у Пегау, був сільським пастором.
1702 року Й. Гайніхен вирішив присвятити себе юриспруденції, вступив до Лейпцизького університету і 1706 року отримав диплом адвоката, до 1709 практикував у Вайсенфельсі. Водночас творив музику, писав опери. 1710 року опублікував свій перший музичний трактат про гармонію.
Згодом 7 років навчався у Римі, Неаполі і, в основному, у Венеції, де з успіхом були поставлені його опери.
Служив капельмейстером при дворі курфюрста Саксонії Августа II Фрідріха в Дрездені (Капела курфюрстів Саксонії і королів Польщі).
1717 року Й. Гайніхен став колегою Йоганна Себастьяна Баха при дворі князя Леопольда Ангальт-Кетенського в Кетені.
Оскільки з 1717 року двір Августа II Фрідріха став офіційно католицьким, знадобилось створення нових католицьких літургійних творів.
Автор численних мес, кантат, арій (зокрема, найбільш відома Io vorrei saper d'amore, приблизно 1720 року) і Magnificat anima mea Dominum.
Помер від сухот 1729 року.